# Pirna
Pirna är en tysk stad och tillika huvudort i distriktet (Landkreis) Sächsische Schweiz-Osterzgebirge i Sachsen, med  cirka 39 000 invånare. Staden ingår i förvaltningsområdet Pirna tillsammans med kommunen Dohma.

## Geografi
Vid Pirna blir dalgången av Elbefloden betydligt bredare. Öster om staden tränger sig floden genom Elbsandsteingebirge och därför kallas Pirna även för "Dörren till Sächsische Schweiz", som är namnet för den tyska delen av bergsområdet. Norr om staden ansluter ett kulligt område som senare går över i Lausitzer Bergland. Söder om Pirna finns de östra utlöparna av Erzgebirge.
En väg som sammanbinder Sachsens vinodlingsområden börjar i Pirna och fortsätter över Pillnitz, Dresden och Meissen till Diesbar-Seußlitz (del av Nünchritz).
Elbeflodens högvatten 2002 drabbade staden svårt.

## Historia
Regionen där Pirna ligger beboddes omkring 600 av sorber och troligen kommer stadens namn från det sorbiska språket. Under Henrik I av Sachsen drevs sorberna ur landet och i skyddet av en borg växte ett samhälle fram. Borgen uppkom troligen under 1000-talet men nämns först 1269 i en urkund. Markgreven Henrik den upplyste tilldelade orten senare stadsrättigheter och kort därefter blev Pirna stapelstad. De äldsta delarna kring Marienkirche har ett oregelbundet gatunät medan nyare delar byggdes enligt ett schackbrädemönster.
Staden köptes 1293 av Wencel II av Böhmen och tillhörde därför fram till 1405 kungariket Böhmen. Under Karl IV som senare blev tysk-romersk kejsare hölls 1351 ett möte av flera furstar i Pirna. Mellan 1307 och 1548 fanns ett kloster av Dominikanorden i staden.
1628 byggdes en upp till tio meter hög ringmur kring staden som höll ungefär hundra år. Alla stadsdelar utanför ringmuren förstördes flera gånger under trettioåriga kriget. Även för stadens centrala delar var ringmuren inget tillräckligt skydd. Den stormades 23 april 1639 av svenska trupper under fältmarskalk Johan Banér. Borgen som under tiden hade utvidgats till en fästning höll emot under en fem månaders belägring. När den svenska armén lämnade platsen förhindrades stadens fullständiga ödeläggelse bara av ett vädjande brev av den sachsiska kurfurstinnan Magdalena Sibylla av Brandenburg-Bayreuth som var god vän med den svenska drottningen Maria Eleonora av Brandenburg.
Under andra världskriget var Schloss Sonnenstein en av Tredje rikets så kallade eutanasianstalter, där psykiskt och fysiskt funktionshindrade personer mördades inom ramen för Aktion T4.

## Kultur och sevärdheter
Stadens centrala delar med marknadstorget och Marienkirche besöks årligen av många turister och avbildades av kända konstnärer som Bernardo Bellotto. Själva kyrkan byggdes mellan 1502 och 1546. Här finns till exempel en tio meter hög retabel av sandsten. Takmålningar är typiska för den sakrala konsten under reformationen.
Slottet Sonnenstein, den tidigare borgen, blev fram till december 2011 ombyggd till distriktets förvaltningscentrum. Vid olika tidpunkter erbjuds guidade vandringar genom slottsarealen.

## Kommunikationer
Järnvägslinjen längs Elbeflodens dalgång som har en station i Pirna invigdes 1848. Från denna huvudsträcka finns eller fanns flera förgreningar. Huvudsträckan trafikeras även av Dresdens pendeltåg.
Den största vägen i Pirna var länge förbundsvägen 172 (Bundesstraße 172). Sedan 2005 finns även en motorväg, A17, nära staden.
Nära Pirna existerar en mindre flygplats för sportflygplan. Bryggan vid Elbe trafikeras av utflyktsbåtar från Dresden (se Sächsische Dampfschiffahrt). Fartygen bildar världens äldsta och största flotta av hjulångare.

## Kända invånare
Flera berömda konstnärer har anknytning till staden, bland andra barockmålarna Johann Heinrich am Ende, och Johann Christian Fiedler, Bernardo Bellotto, även känd som Canaletto (den yngre), på 1700-talet, samt modernisten Pol Cassel. Bland musiker märks kompositörerna Friedrich Wilhelm Agthe (1796–1830), Melchior Hoffmann och Hermann Finck, samt operasångarna Ekkehard Wlaschiha och Roman Trekel.
- Alfred Dietrich, fartygskonstruktör
- Emmy von Egidy, konstnär och författare
- Moritz von Egidy, sjöofficer
- Gertrud Eysoldt, skådespelare och regissör
- Francesco Friedrich, bobåkare
- Erich Grützner, östtysk kommunistisk politiker
- Paul Hartwig, arkeolog
- Martin Hellinger, koncentrationslägerläkare under Nazityskland
- Emil Adolf Rossmässler, naturforskare och politiker
- Götz Schubert, skådespelare
- Johann Tetzel, dominikanmunk och avlatsförsäljare

## Vänorter
Med följande orter består vänskapsavtal:
- Varkaus (Finland) - sedan 1961
- Děčín (Tjeckien) - sedan 1975
- Longuyon (Frankrike) - sedan 1980
- Bolesławiec (Polen) - sedan 1980
- Remscheid (Tyskland) - sedan 1990

Dessutom finns vänskapliga relationer till Baienfurt (Baden-Württemberg) och Reutlingen.